# Mor Lenas stuga

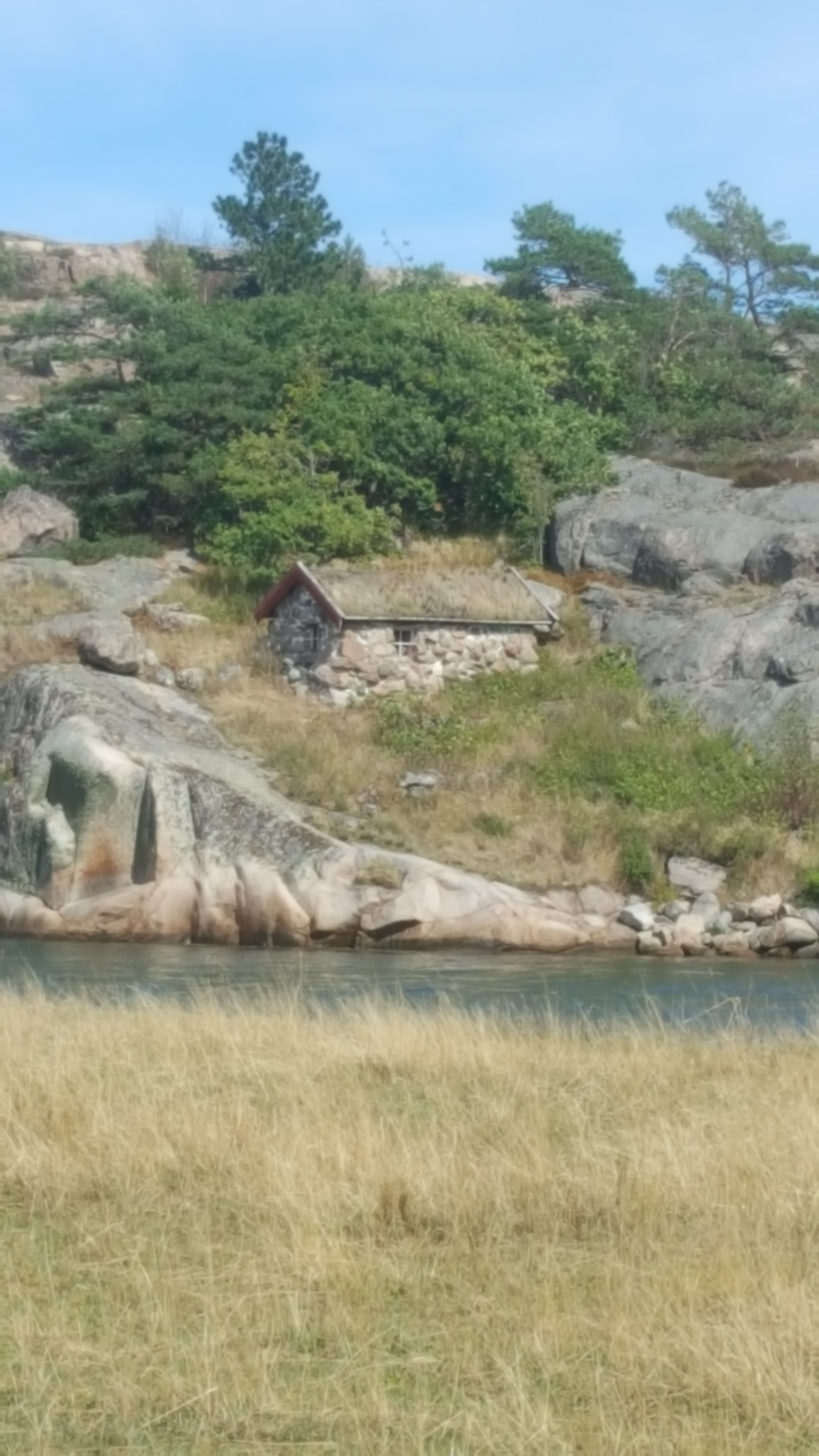
Mor Lenas Stuga

Mor Lenas stuga är en mycket liten stuga på ett par kvadratmeter, byggd i fältsten och med grästak, belägen på fastlandet invid Sotekanalen i Bohuslän.
Stugan uppfördes någon gång på 1700-talet under sillperioden 1747-1808. Under den tiden fanns ännu inte Sotekanalen. Sägnen som har gett upphov till namnet säger att här bodde en änka vid namn Lena under 1800-talet. Mycket angående Lena är endast myter, bl.a. att hon hade upp till åtta barn. Lena hade två söner, som båda drunknade när de var 18 respektive 20 år gamla. 
Byggnaden är historiskt intressant och anses värd att bevara då den utgör ett tidsdokument över hur mindre bemedlade personer bodde vid den här tiden.
Den sista personen som bodde bofast i stugan var en man vid namn John Alfred, eller Paschan som han kallades. Han bodde här med sina fyra söner fram till 1910, då han och hans hustru flyttade till fattigstugan. Idag ägs stugan av hembygdsföreningen Sotenäsgillet.